# 라틴아메리카인
라틴아메리카인(스페인어: latinoamericanos, 포르투갈어: latino-americanos, 프랑스어: latino-américains, 영어: Latin Americans)는 라틴 아메리카 나라를 국적으로 하는 사람들을 말한다.

## 정의

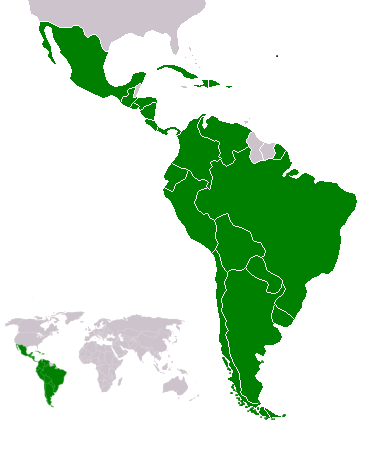
아메리카 대륙의 라틴 아메리카 지역

라틴 아메리카는 인도유럽어족의 로망스가 사용되는 아메리카 내의 독립국 및 속령을 가리키는 지역이다.

## 같이 보기
- 라티노
- 히스패닉
- 메스티소